# District d'Oshika
Le district d'Oshika (牡鹿郡, Oshika-gun) est un district de la préfecture de Miyagi au Japon.
Au 1er décembre 2013, sa population était estimée à 7 251 habitants pour une superficie de 65,8 km2.

## Commune du district
- Onagawa